# فرهنگ توصیفی گونه‌های زبانی ایران
فرهنگ توصیفی گونه‌های زبانی ایران کتابی از ایران کلباسی است که در سال ۱۳۸۸ منتشر و در مراسم کتاب سال جمهوری اسلامی ایران به‌عنوان کتاب برگزیده معرفی شد.